# Jicchak Ziv
Jicchak Ziv (hebrejsky: יצחק זיו) je izraelský politik a bývalý poslanec Knesetu za stranu Gil.

## Biografie
Narodil se 11. listopadu 1937 v Tel Avivu v tehdejší mandátní Palestině. Sloužil v izraelské armádě, kde získal hodnost Staff Sergeant (Samal Rišon).

## Politická dráha
V izraelském parlamentu zasedl po volbách do Knesetu v roce 2006, ve kterých kandidoval za stranu penzistů Gil. V letech 2006–2009 byl místopředsedou Knesetu. Byl členem výboru pro televizi a rozhlas, výboru pro imigraci, absorpci a záležitosti diaspory, výboru House Committee, výboru pro ekonomické záležitosti, finančního výboru, výboru pro drogové závislosti, výboru petičního, výboru pro záležitosti vnitra a životního prostředí, výboru pro vzdělávání, kulturu a sport a výboru pro zahraniční dělníky.
Voleb do Knesetu v roce 2009 se účastnil, ale strana Gil tentokrát nepřekročila potřebný práh pro zisk mandátů.